# MacPorts
MacPorts, anteriormente llamado DarwinPorts, es un proyecto de código abierto destinado a simplificar la instalación de otro software de código abierto en los sistemas Mac OS X y Darwin. Similar a Fink, DarwinPorts se inició en 2002 como parte del proyecto OpenDarwin, con la participación de una serie de empleados de Apple Inc. incluyendo a Landon Fuller, Kevin Van Vechten, y Jordan Hubbard.
MacPorts permite la instalación de software introduciendo simplemente el comando port install nombre_del_paquete en la terminal. El programa entonces descargará, compilará e instalará el software solicitado, incluyendo además cualquier dependencia requerida de manera automática. Además, existe una interfaz gráfica llamada Porticus que permite instalar y gestionar el software instalado a través de MacPorts.
El 28 de abril de 2005, el proyecto lanzó la versión 1.0 de su software. En diciembre de 2005, el proyecto alcanzó un hito, superando los 3000 paquetes de software portados.
Para febrero de 2016, el proyecto MacPorts contiene 20497 Ports disponibles para su uso en OS X El Capitán, OS X Yosemite, OS X Mavericks y versiones anteriores. 
Se requiere tener instalado Xcode y sus herramientas de línea de comandos para que MacPorts funcione adecuadamente.

## Modo de uso

### Actualizando Software
Hay tres modos de port que se usan para actualizar el software:
- sync actualiza el árbol de ports local. No actualiza ningún paquete instalado, sino que recupera información sobre software nuevo y actualizado. Su función es similar a la de brew update or apt update.
- selfupdate tiene la misma funcionalidad que sync pero también actualiza el sistema MacPorts. En la mayoría de los casos, esto debería usarse en lugar de simplemente ejecutar sync por sí mismo, y se recomienda ejecutarlo cada vez antes de usar MacPorts.
- upgrade actualiza cualquier port instalado y sus dependencias a la última versión encontrada en el árbol de ports local. Su función es similar a la de apt upgrade.

Como ejemplo, una tarea común es actualizar los ports obsoletos. Esto se puede hacer ejecutando lo siguiente:
```
sudo port selfupdate
sudo port upgrade outdated
```

MacPorts soporta operadores lógicos como and, or y not, así como patrones glob (activados por defecto) y regex (activados mediante --regex). Por ejemplo, para actualizar ports obsoletos excluyendo todas las versiones de PHP, cambie el comando anterior por el siguiente:
```
sudo port selfupdate
sudo port upgrade outdated and not php*
```

### Instalando Software
Los usuarios pueden indicar uno o más paquetes que desean instalar a través del modo de instalación, y MacPorts intentará instalarlos junto con sus dependencias. Por ejemplo, tanto LibreOffice como Texmaker pueden ser instalados ejecutando lo siguiente:
```
sudo port install libreoffice texmaker
```

Tenga en cuenta que esto instalará la última versión indicada por el árbol de ports local. Ejecutando selfupdate de antemano se asegurará de que el paquete descargado es la versión más reciente en MacPorts.